# Maastrichtse Voetbal Vereniging
Maastrichtse Voetbal Vereniging, mais conhecido como MVV ou Maastricht, é um clube de futebol da Holanda sediado na cidade de Maastricht e fundado em 1902.

## Títulos
- Eerste Divisie – 2
  - 1983–84, 1996–97